# 釣り屋ナガレ
『釣り屋ナガレ』（つりやナガレ、Fisherman Nagare）は、竹下けんじろうによる日本の漫画作品。『週刊少年チャンピオン』（秋田書店）にて、2008年6号に読切（第0話）掲載、同年35号から連載開始、同年50号（第15話）までで作者が『あまガミ』の連載に専念するため一時休載。2009年14号から17号まで番外編として一時的に連載再開、同年27号より正式に連載再開し、2011年7号まで連載された（厳密には6号が最終話、7号は特別編）。釣りを題材としている。

## あらすじ
とある財閥の令嬢・豪徳寺槙江は、病床の祖父に釣りたてのアオリイカを食べさせたくて海に来ていた。海岸で「釣り屋」ののぼりを掲げてテント生活をしている少年・流氷馬の釣りの腕前を見込んで弟子入りし、自分でアオリイカを釣る事を決心するところから物語は始まる。

## 登場人物
流 氷馬（ながれ ひょうま）
この作品の主人公。リヤカーを括りつけたママチャリに乗って、釣った魚や情報などを売って放浪の生活をしている少年。明るい性格で、初対面のマキエにも親しく釣りを教えていく。海の中がよく見えるという特殊な左目を持っている。あまり色恋沙汰には興味がない模様。実は亡き先代の釣り屋を義理の父に持ち、2代目釣り屋として放浪の旅をしている。彼の過去については特別編で明かされた。
「釣り屋」の名に偽りなく、釣った魚はリリースするか、でなければ食うのが信条。

### 黒鯛編
（第0話（読み切り版））
広岡 進（ひろおか すすむ）
釣りを趣味としている26歳の会社員。上司に接待釣りに連れ出された。氷馬と協力して黒鯛を釣り上げるが、その腕前を上司に誤解され、後のアオリイカ編やカワハギ編にも登場した。

### アオリイカ編
（第1話〜第9話）
豪徳寺 槙江（ごうとくじ まきえ）
本作のヒロイン。勝気だが真面目な性格のお嬢様。氷馬からは「お嬢」と呼ばれている。祖父のために自分の実力でアオリイカを釣り上げようと奮闘する。釣りの経験や知識は全く無いが、自らの思いつきで毛針を作ってハゼを釣るなど、非凡な才能の片鱗を見せる。第10話以降、氷馬と離れたため一旦登場しなくなったが、その後も話の冒頭などで顔を見せており、カツオ編で氷馬と再会を果たす。作者によれば、自分の好きな要素を詰め込んで作られたキャラクターなのだと言う。
砂原 静（すなはら しず）
マキエ専属のメイド。眼鏡を掛けたボブカットの髪型の女性。サイドカーを運転し、いつもマキエと行動を共にする。基本的に沈着冷静であまり感情を表に出さない性格。何故か常に国語辞典を持ち歩いている。乗り物好きで、バイク以外にも様々な乗り物の免許を持っており、フォークリフトさえも乗りこなす事が出来る。
豪徳寺 潮（ごうとくじ うしお）
マキエの祖父。豪徳寺グループを一代で築いた。大の釣り好きだが、今では高齢でほぼ寝たきり。しかしマキエが大イカを釣ってきた事で元気を取り戻し、車椅子生活ながら旅行に行けるほどに回復した。
豪徳寺 波夫（ごうとくじ なみお）
マキエの伯父で潮の長男。髪の薄い中年男性。父の遺産を相続するのを目標としていた。当初はマキエと対立していたが、後に和解。
以降は作中のギャグ担当として定着した。
砂原 トメ（すなはら トメ）
潮の秘書を務める老婆。静の祖母。第1話から登場しているが、5巻で初めて名前が判明。

### スズキ編
（第10話、第11話）
鈴木秀一（すずき ひでかず）
氷馬が釣ったアナゴを食べているところに出くわした受験生。スズキの釣り方に詳しいほか、ルアーも自作しており、氷馬にもルアーを提供している。
鈴木敏一（すずき としかず）
氷馬にスズキを釣ってくれと依頼した寿司屋の見習い少年。敏一とは中学時代に釣りを通じて親しくなったが、スズキを釣る際に敏一の自作ルアーを無くしてしまった事が原因でケンカし疎遠になり、お互い釣りからも離れていた。しかし、氷馬の釣りを手伝った事と、その際に釣ったスズキに無くしたルアーが付いていた事で、仲直りを果たした。

### 養老川のアユ編
（第12話〜第14話）
花宮 怜音（かみや れいん）
氷馬がアユの友釣りをするために囮アユを譲ってもらおうと声をかけたポニーテールの少女。アユ釣りには強い誇りを持っている。ボーイッシュな風貌で、さらに帽子でポニーテールが隠れていたため、氷馬は当初、怜音を少年と勘違いしていた。地元旅館の娘で、宴会の席では鮎の泳ぎをイメージした剣舞を披露しており、華麗な舞いで氷馬を魅了した。一条瑛花似の風貌や、名前の漢字が全て登場人物（うち「花」「宮」「音」は主要3人）の名前にある事などから、作者のキャラ作りが「スカイガールズ」の釣りバカ瑛花さんを意識している可能性がある（実際作者自身もスカイガールズは見ていたという）。

### ヒラメ編
（第15話）
平田 昭文（ひらた あきふみ）
勝浦のホテルで働く下っ端の板前。釣り情報に勝浦での釣果が掲載される度に釣りをしに行くが、本人の腕前の問題で1匹も釣れずにいた。氷馬と協力してヒラメを釣り上げ、それを捌いて刺身を作っていたところ、コック長（ただし酩酊中）にその腕前を認められる。

### カツオ編
（第16話〜）
龍宮 五月（たつみや さつき）
千葉県河津港・明光丸の女船頭。潮とは知り合いのよう。酒にめっぽう強い男勝りな女性。

### シロギス編
（第27話〜）
稲葉 優子（いなば ゆうこ）
氷馬が入所する高知市の児童養護施設「聖使徒園」の職員。まだ中学3年生のナガレが夏休みが終わっても帰って来ないので、居場所を突き止め連れ戻しに来た。

### 鮎娘編
（第32話〜第35話）
神 徳秀（じん とくひで）
青森県鰺ヶ沢町の旅館の三男。ニートで、友人に金を借りてはパチンコに興じる放蕩息子。たちの悪いチンピラに借金をしてしまい、返済の為に父の鮎釣り竿を盗もうとした。父から鮎釣り竿を譲ってもらう条件に、怜音に鮎釣りを教えてもらう事になるが…。

### 金色の主編
（第36話〜第46話）
鱒山 鰉一（ますやま こういち）
高知市に住むアルビノの青年。建設会社に勤務。父親がかつて鏡ダムに放った「ゴールド」を始末する為に、氷馬達と協力する形を取る。愛車は2代目スズキ・ジムニーワイルドウィンド。
阿木 真理（あき まり）
氷馬が入所する高知市の児童養護施設「聖使徒園」の園長。
嶋 広樹（しま ひろき）
氷馬と同じく聖使徒園に入所している高校3年生。温和で面倒見がよく、新聞配達のアルバイトをしている。高校卒業と共に卒園が迫っているが、業務用冷蔵庫の会社に就職が内定している。最終巻において、旅立つ氷馬への餞別として自転車にソーラーバッテリーユニットを取り付けた。
水野 美奈（みずの みな）
氷馬と同じく聖使徒園に入所している高校2年生。アバウトでマイペースな性格だが、あまり外に出たがらず昼寝ばかりしている。高校では家政科に所属し、園の子供たちの服を縫う事もある。
篠原 陸男（しのはら りくお）
氷馬と同じく聖使徒園に入所している小学5年生。後述の到真と同じく釣り好きでよく一緒にバス釣りに出かける。年は下だが氷馬の事を『氷馬くん』と呼ぶ。
篠原 海美（しのはら うみ）
氷馬と同じく聖使徒園に入所している小学2年生で陸男の妹。おっとりとしていてのんびりした性格でいつも絵を描いている。氷馬に淡い恋心を持っている。
神田 千歳（かんだ ちとせ）
氷馬と同じく聖使徒園に入所している小学5年生。ちょっと皮肉屋でませている所為か他人の恋愛ごとに興味津津。
木内 勇希（きうち ゆうき）
氷馬と同じく聖使徒園に入所している小学6年生。大人びた喋りで真面目だが少々堅い。機械いじりなどが好きで広樹を尊敬している。
中沢 加奈（なかざわ かな）
氷馬と同じく聖使徒園に入所している幼稚園児（年長組）。美奈に懐いており、よく一緒に昼寝している。物事に動じない大物気質で時おり突飛なイタズラをする。

### 泳ぐ宝石編
（第47話〜第50話）
リズィ・キャメロン
槙江が通う学校に留学生としてやってきたイギリス人の少女。愛称はリズ。釣りの腕前はかなりのもの。管理釣り場でマキエと出会い、マキエにある「おまじない」をする。後日、学校で再会する。見た目によらず音痴。

### 夜の盗賊団編
（第51話〜第52話）
漁協関係者を名乗る2人組
夜釣りをしている釣り人を狙い、「密漁」に当たる獲物を獲った者に対して「漁協関係者」を名乗り、「違反金」と称して現金や獲物を巻き上げる盗人。

### 野良猫の唄編
（第53話〜第53.5話）
北村 到真（きたむら とうま）
氷馬と同じく聖使徒園に入所している中学1年生。氷馬に憧れており、「アニキ」と慕っている。ブラックバス釣りをしている時、虫を囮に使って魚を獲る猫と出会う。自分の釣ったブラックバスを地面に置き、それをその猫が咥えると思わず声を出してしまい、その猫はビックリして走り去ってしまうのだが…。

### カワハギ編
（第54話〜第55話）
清掃業のお爺さん
ビルの窓を清掃しているお爺さん。ガラス越しに波夫と出会う。顔芸が得意。カワハギに苦戦する波夫にアドバイスをし、見事な尺ハギを釣り上げさせる。

### 氷の使者編
（第56話〜第60話）
郷田 茂（ごうだ しげる）
盲目の老人。「神の手」といわれるほどのワカサギ釣りの名人。

### 桐島命編
（第61話〜第63話）
桐島 命（きりしま みこと）
聖使徒園に新しく入所した女子中学生。中性的な外見のため、最初は男子と勘違いされていた。
両親は離婚調停中であり、自分の事しか考えていない両親に嫌気がさしており、気晴らしにエアガンで人や動物を撃っていた。

### 龍馬の依頼編
（第64話・第65話）
福島 正治（ふくしま まさはる）
映画で坂本龍馬役を演じている俳優。亡き父が食べさせてくれた魚を求めて、ナガレを訪ねに来る。絵が下手。
公表はしていないが、両親を幼少期に火事で亡くしており施設で育てられた過去を持つ。
作者の別作品『レンアイガク』にも登場する。

### キャスティング編
（第66話〜第89話）
富田 飛呂（とみた ひろ）
フィッシングアカデミーの生徒。幼い頃に事故に遭って下半身不随となり、車椅子生活を余儀なくされる。しかしそのハンデをものともしない強い精神と身体を持つ。人の手を借りる事を嫌う意固地な所もある。
事故の際両親を失い、弟が行方不明となる。弟は目の色が左右で異なっていた。
桜庭 木綿（さくらば ゆう）
フィッシングアカデミーの生徒。飛呂に好意を抱く女の子。槙江と『告白』を賭けて競い合う。
浜田 団次（はまだ だんじ）
フィッシングアカデミーの生徒。身長195cmの巨漢。物静かで仲間想いな性格。
寄元 理士（よりもと さとし）
元フィッシングアカデミーの生徒。ある出来事がきっかけで、アカデミーから退学する事になる。その事が原因で、フィッシングアカデミーの生徒である飛呂達に敵意を抱いており、妨害を企てる。

### 旅立ちの朝編
（第90話〜最終話）
流 氷馬（ながれ ひょうま）
槙江からの誘いで一緒に徳島県鳴門市へ鯛を釣りに行く。釣り上げた大きな鯛を、聖使徒園のみんなからという形で、卒園する広樹に贈った。
中学校の卒業後、父の遺骨を日本中の海に撒くという、父との約束を果たす為に再び旅に出る。
豪徳寺 槙江（ごうとくじ まきえ）
祖父である潮の頼みで、氷馬と共に徳島県鳴門市の海へ鯛を釣りに行き、2kgクラスの鯛を釣り上げた。
ある日の朝、氷馬から旅立つ事を電話で伝えられる。槙江は氷馬の旅の安全と、いつか再会する事を願う。
豪徳寺 潮（ごうとくじ うしお）
会長職からの引退を決め、長年秘書を務めてくれたトメへの感謝の気持ちを込めて、槙江が釣ってきてくれた鯛で『鯛の九つ道具』を作りトメに贈る。同時にトメにプロポーズして、晴れて二人は夫婦となった。
砂原 トメ（すなはら トメ）
潮が会長職を退いた事により、潮の秘書としての役目を終える。それと同時に潮からプロポーズされてこれを受け入れた。これにより槙江と静は義理の従姉妹となった。

### 初代編
（特別編）
名前不明の男性
釣り屋として全国を旅する男性。ある時海上に赤ん坊が浮いているのを発見して救出。ちょうどその頃母親が乳幼児を山中に捨てる事件があり、この子も海に捨てられたと思い込む。警察に届けたり施設の前に置いていく事も考えたが、最終的に自分で育てる決意をした。
本人の死去後、成長した少年・流氷馬は「父」の跡を継ぎ2代目釣り屋として旅を続ける。

## 単行本
- 竹下けんじろう 『釣り屋ナガレ』 秋田書店〈少年チャンピオン・コミックス〉、全11巻
  1. 2009年3月6日発売、ISBN 978-4-253-21381-3
  2. 2009年8月7日発売、ISBN 978-4-253-21382-0
  3. 2009年10月8日発売、ISBN 978-4-253-21383-7
  4. 2010年1月8日発売、ISBN 978-4-253-21384-4
  5. 2010年3月8日発売、ISBN 978-4-253-21385-1
  6. 2010年5月7日発売、ISBN 978-4-253-21386-8
  7. 2010年7月8日発売、ISBN 978-4-253-21387-5
  8. 2010年10月8日発売、ISBN 978-4-253-21388-2
  9. 2011年1月7日発売、ISBN 978-4-253-21389-9
  10. 2011年2月8日発売、ISBN 978-4-253-21390-5
  11. 2011年3月8日発売、ISBN 978-4-253-21380-6